# بالهینچ (ایندیانا)
بالهینچ (به انگلیسی: Balhinch) یک منطقهٔ مسکونی در ایالات متحده آمریکا است که در شهرستان مونتگومری، ایندیانا واقع شده‌است. بالهینچ ۵٫۱۸ کیلومتر مربع مساحت دارد ۱۸۸٫۹۸ متر بالاتر از سطح دریا واقع شده‌است.